# Solità
Solità ist ein Ort an der Ostküste der italienischen Insel Sardinien im Mittelmeer (Tyrrhenisches Meer). Es ist ein Ortsteil der Gemeinde Budoni in der Provinz Nord-Est Sardegna. Solità hat etwa 75 Häuser; die Einwohnerzahl wird auf ungefähr 230 bis 250 geschätzt.

## Geografie
Das Dorf liegt an einem 194 Meter hohen Berg. Der niedrigste Punkt des Dorfes liegt auf einer Höhe von 36 Metern, der höchste Punkt auf einer Höhe von 85 Metern.

## Lage
Der Ort liegt in der Provinz Nord-Est Sardegna, grenzt aber nah an die Provinz Nuoro. Er liegt 2,7 Kilometer Luftlinie von der Küste entfernt. Solità ist 2,6 Kilometer von Budoni und 31,6 Kilometer von Olbia entfernt (Luftlinie). Bis Cagliari sind es 170,5 Kilometer und bis  Rom 269,0 Kilometer Luftlinie.

## Verkehr
Durch Solità verläuft die Via San Gavino. Vor dem Dorf heißt die Straße noch Via Roma und kurz vor San Lorenzo Via San Lorenzo. Im Sommer wird der Ort durch eine lokale Buslinie bedient.
Koordinaten: 40° 41′ N, 9° 42′ O